# Йост ван ден Вондел
Йост ван ден Вондел (нід. Joost van den Vondel; 17 листопада 1587, Кельн, Німеччина — 5 лютого 1679, Амстердам, Нідерланди) — нідерландський поет і драматург; один з найяскравіших представників «Золотого століття» нідерландської літератури, основоположник нідерландської національної драми. Своєю творчістю заклав основи сучасної нідерландської літературної мови.

## З життя і творчості
Йост ван ден Вондел — син купця-анабаптиста, який переселився під час релігійних гонінь у Кельн. Молодий Вондел услід за батьком також мав стати торговцем. Переселившись у 12-річному віці в Амстердам, почав займатися поезією в школах «риторики», де здобув гуманітарну освіту і засвоїв стародавні мови.
Твори Вондела охоплюють майже всі види поетичної творчості: він — автор ліричних, епічних і дидактичних віршів, а також численних драм (загалом 32), що принесли йому світову славу. Перекладав французьких, італійських і античних авторів.
У Нідерландах Ренесанс збігся у часі з національним визволенням та реформуванням, тож творчість Вондела відображала всі ці історичні віхи. У александрійських віршах він оспівував велич країни, зростання торгових міст, подвиги голландців на суші і на морі; у віршах античної форми оспівував національний рух проти іспанців («Geboortklock van Willem van Nassau», 1626 та ін).
Ще наочнішим є поєднання елементів Ренесансу та Реформації (а заразом й ідеології пуританського кальвінізму) в драмах Вондела. Більшість з них написано на біблійні теми («Великдень», «Йосип у Єгипті», «Їфтах», «Самсон», «Соломон», «Адам у вигнанні», «Ной» та багато ін.), деякі — на історичні («Гейсбрехт Амстердамський», «Марія Стюарт», «Батавські брати» та ін.). Перша з них — «Гейсбрехт ван Амстел» («Гейсбрехт Амстердамський», 1637) прославляла Амстердам, і була написана автором спеціально на відкриття першого нідерландського національного театру «Схаубюрг» у Амстердамі.
У біблійних драмах Вондел часто відгукується на події свого часу, — так, наприклад, у «Великодні» він під виглядом виходу юдеїв зі Єгипту оспівує боротьбу Нідерландів проти Іспанії. У формально-мистецькому відношенні ці біблійні драми побудовані за класичними канонами (спершу за Сенекою, потім за Евріпідом і Софоклом: кожна п'єса складається з 5 дій з довгими монологами і заключними хорами).

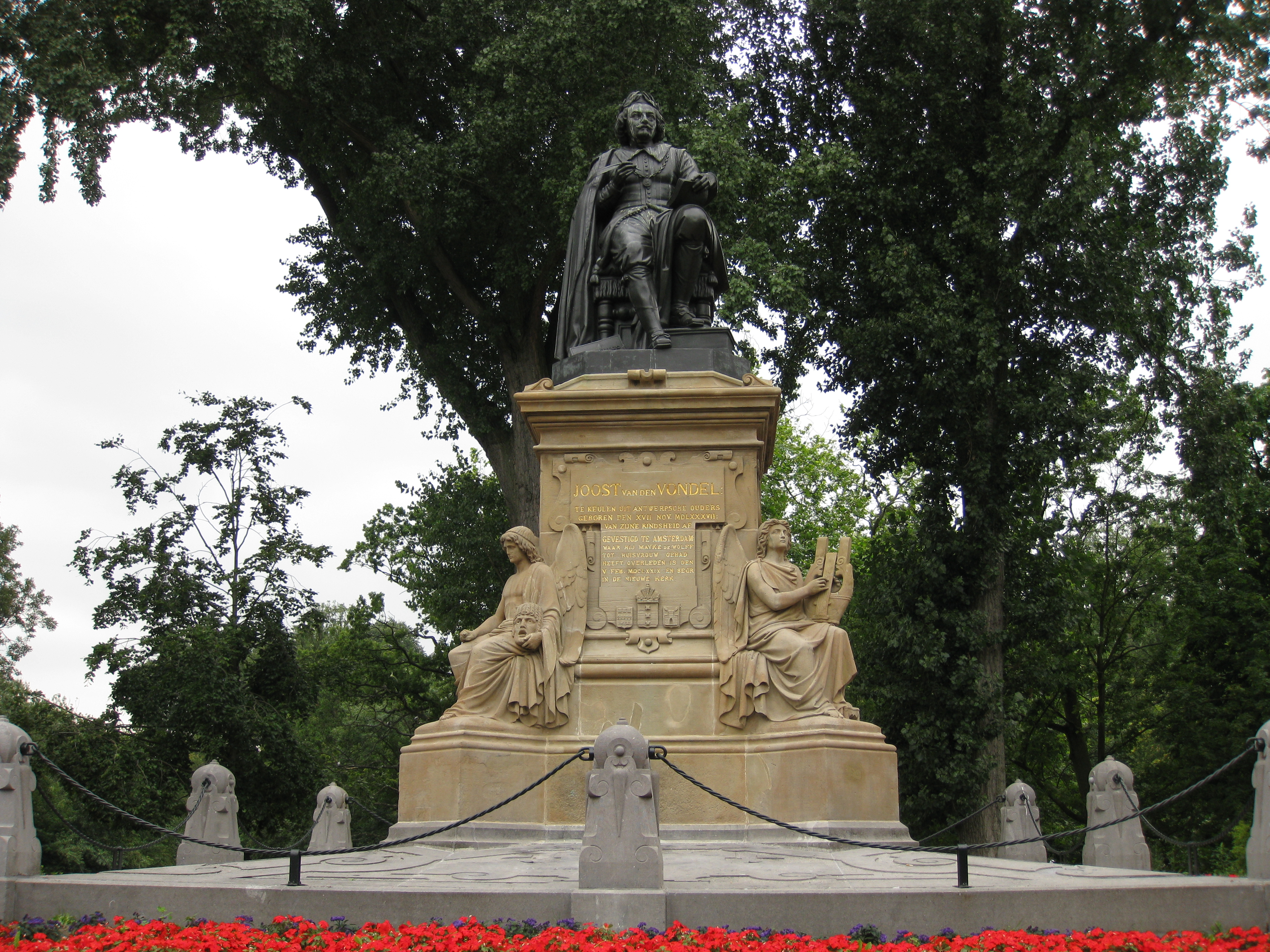
Пам'ятник Й. ван ден Вонделу в Амстердамі

Попри сценічність, драми Вондела є дуже одноманітними, оскільки всі характери героїв є наперед обмовленими і поданими вже готовими, а не розкриваються в боротьбі пристрастей; кохання відсутнє повністю, бо воно, на думку Вондела, профанує драму і суперечить законам моральності.
Зате Вондел переніс з грецької трагедії в свою, християнську, боротьбу з долею-фатумом, однак замість Зевса, усобленням цієї нездоланної сили виявляється божественне провидіння. Загибель героїв (наприклад, «Ной», «Батавські брати», «Адам у вигнанні» тощо) — це або покарання за порушення встановлених Богом законів, або вона є очищенням душі в християнському розумінні (наприклад, у драмах «Йосип у Єгипті», «Марія Стюарт» і ін.)
Таким чином, у драмах Вондела є, крім іншого, елементи пуританської драми, що відображають релігійно-моралістичні тенденції переможного в тодішніх Нідерландах кальвінізму. Ці тенденції, щоправда, неминуче згодом привели до повного окостеніння войовничого колись кальвінізму, і вже старий гуманіст Вондел перейшов у католицтво. У дусі нової віри були написані його останні оди і пасторалі.
Йост ван ден Вондел — також автор дослідження «Вступ до нідерландського поетичного мистецтва» (1650).
Значний вплив Вондел справив на Джона Мілтона, надто своєю драмою «Люцифер», а також на німецьку літературу (Андреас Гріфіус, Мартін Опіц).

## П'єси
- «Великдень, чи Звільнення дітей Ізраїлевих з Єгипту» (Het Pascha ofte De verlossinge der kind'ren lsraels wt Egypten, 1610);
- «Єрусалим спустошений» (Hierusalem verwoest, 1620)
- «Паламед, або загублена щиросердність» (Palamedes of Vermoorde onnoselheit, 1625)
- «Амстердамська Гекуба» (De amsteldamsche Hecuba, 1626; адаптація трагедії «Троянки» Сенеки);
- «Іполит» (Hippolytus, 1628; адаптація трагедії «Федра» Сенеки);
- «Йосип, або Цофнат-Панеах» (Josef of Sofompaneas, 1635; переклад драми з латини Гуго Гроція);
- «Гейсбрехт Амстердамський» (Gysbreght van Aemstel, 1637);
- «Силій і Мессаліна» (Silius en Messalina, бл. 1639);
- «Діви» (Maeghden, 1639);
- «Йосип при дворі» (Joseph aan 't hof, 1640);
- «Йосип в Дофані» (Joseph in Dothan, 1640);
- «Йосип у Єгипті» (Joseph in Egypten, 1640);
- «Брати» (Gebroeders, 1640);
- «Петро і Павло» (Peter en Pauwels, 1641);
- «Марія Стюарт, або замучена величність» (Maria Stuart of Gemartelde majesteit, 1646);
- «Мешканці Левової долини» (Leeuwendalers, 1647);
- «Соломон» (Salomon, 1648);
- «Люцифер» (Lucifer, 1654);
- «Салмоней» (Salmoneus, 1657);
- «Їфтах, або обітниця-офіра» (Jeptha of Offerbelofte, 1659);
- «Самсон, або Священна помста» (Samson of Heilige wraeck, 1660);
- «Цар Давид у вигнанні» (Konig David in ballingschap, 1660);
- «Цар Давид при владі» (Konig David herstelt, 1660);
- «Фінікіянки» (Feniciaanse, 1660; адаптація трагедії Евріпіда);
- «Трахініянкі» (Trachiniae, 1660; адаптація трагедії Евріпіда);
- «Адонія, або згубне прагнення корони» (Adonias of Rampgzalige kroonzucht, 1661);
- «Батавські брати, або Задавлена свобода» (Batavische gebroeders of Onderdruckte vryheit, 1663);
- «Фаетон, або Безрозсудна відвага» (Faeton of Reuckeloze stoutheit, 1663);
- «Адам у вигнанні, або Трагедія трагедій» (Adam in ballingschap of Alter treurspelen treurspel, 1664);
- «Чунчжень, або Захід сонця китайського панування» (Zungchin of Ondergang der sineesche heerschappije, 1667);
- «Ной, або Загибель першого світу» (Noah of Ondergang der eerste wereld, 1667).